# Fanny Vágó
Fanny Vágó (Seghedino, 23 luglio 1991) è una calciatrice, allenatrice di calcio ed ex giocatrice di calcio a 5 ungherese, attaccante del Ferencváros e della nazionale ungherese.

## Statistiche

### Cronologia presenze e reti in Nazionale
| Cronologia completa delle presenze e delle reti in nazionale ― Ungheria | Cronologia completa delle presenze e delle reti in nazionale ― Ungheria | Cronologia completa delle presenze e delle reti in nazionale ― Ungheria | Cronologia completa delle presenze e delle reti in nazionale ― Ungheria | Cronologia completa delle presenze e delle reti in nazionale ― Ungheria | Cronologia completa delle presenze e delle reti in nazionale ― Ungheria | Cronologia completa delle presenze e delle reti in nazionale ― Ungheria | Cronologia completa delle presenze e delle reti in nazionale ― Ungheria |
| Data                                                                    | Città                                                                   | In casa                                                                 | Risultato                                                               | Ospiti                                                                  | Competizione                                                            | Reti                                                                    | Note                                                                    |
| ----------------------------------------------------------------------- | ----------------------------------------------------------------------- | ----------------------------------------------------------------------- | ----------------------------------------------------------------------- | ----------------------------------------------------------------------- | ----------------------------------------------------------------------- | ----------------------------------------------------------------------- | ----------------------------------------------------------------------- |
| 14-3-2007                                                               | Bratislava                                                              | Slovacchia                                                              | 2 – 3                                                                   | Ungheria                                                                | Amichevole                                                              | -                                                                       |                                                                         |
| 15-3-2007                                                               | Veszprém                                                                | Ungheria                                                                | 3 – 1                                                                   | Slovacchia                                                              | Amichevole                                                              | -                                                                       |                                                                         |
| 1-4-2007                                                                | Dublino                                                                 | Irlanda                                                                 | 2 – 1                                                                   | Ungheria                                                                | Qual. Euro 2009                                                         | -                                                                       |                                                                         |
| 5-5-2007                                                                | Győr                                                                    | Ungheria                                                                | 3 – 3                                                                   | Romania                                                                 | Qual. Euro 2009                                                         | -                                                                       |                                                                         |
| 20-6-2007                                                               | Stoccolma                                                               | Svezia                                                                  | 6 – 0                                                                   | Ungheria                                                                | Qual. Euro 2009                                                         | -                                                                       |                                                                         |
| 27-10-2007                                                              | Budapest                                                                | Ungheria                                                                | 1 – 3                                                                   | Italia                                                                  | Qual. Euro 2009                                                         | -                                                                       |                                                                         |
| 2-10-2008                                                               | Firenze                                                                 | Italia                                                                  | 3 – 0                                                                   | Ungheria                                                                | Qual. Euro 2009                                                         | -                                                                       |                                                                         |
| 3-6-2009                                                                | Lubiana                                                                 | Slovenia                                                                | 1 – 5                                                                   | Ungheria                                                                | Amichevole                                                              | 1                                                                       |                                                                         |
| 2-9-2009                                                                | Novi Sad                                                                | Serbia                                                                  | 0 – 8                                                                   | Ungheria                                                                | Amichevole                                                              | 3                                                                       |                                                                         |
| 5-9-2009                                                                | Debrecen                                                                | Ungheria                                                                | 2 – 5                                                                   | Austria                                                                 | Amichevole                                                              | 1                                                                       |                                                                         |
| 19-9-2009                                                               | Sarajevo                                                                | Bosnia ed Erzegovina                                                    | 0 – 2                                                                   | Ungheria                                                                | Qual. Mondiali 2011                                                     | -                                                                       |                                                                         |
| 24-9-2009                                                               | Tatabánya                                                               | Ungheria                                                                | 4 – 2                                                                   | Polonia                                                                 | Qual. Mondiali 2011                                                     | 1                                                                       |                                                                         |
| 28-10-2009                                                              | Pécs                                                                    | Ungheria                                                                | 1 – 1                                                                   | Romania                                                                 | Qual. Mondiali 2011                                                     | -                                                                       |                                                                         |
| 23-2-2010                                                               | Budapest                                                                | Ungheria                                                                | 1 – 0                                                                   | Serbia                                                                  | Amichevole                                                              | -                                                                       |                                                                         |
| 15-3-2010                                                               | Ginevra                                                                 | Svizzera                                                                | 1 – 1                                                                   | Ungheria                                                                | Amichevole                                                              | 1                                                                       |                                                                         |
| 31-3-2010                                                               | Szolnok                                                                 | Ungheria                                                                | 2 – 0                                                                   | Bosnia ed Erzegovina                                                    | Qual. Mondiali 2011                                                     | 1                                                                       |                                                                         |
| 5-5-2010                                                                | Debrecen                                                                | Ungheria                                                                | 3 – 1                                                                   | Slovenia                                                                | Amichevole                                                              | -                                                                       |                                                                         |
| 20-5-2010                                                               | Leopoli                                                                 | Ucraina                                                                 | 4 – 2                                                                   | Ungheria                                                                | Qual. Mondiali 2011                                                     | -                                                                       |                                                                         |
| 19-6-2010                                                               | Varsavia                                                                | Polonia                                                                 | 0 – 0                                                                   | Ungheria                                                                | Qual. Mondiali 2011                                                     | -                                                                       |                                                                         |
| 24-8-2010                                                               | Bucarest                                                                | Romania                                                                 | 2 – 3                                                                   | Ungheria                                                                | Qual. Mondiali 2011                                                     | -                                                                       |                                                                         |
| 25-11-2010                                                              | Kecskemét                                                               | Ungheria                                                                | 3 – 4                                                                   | Stati Uniti                                                             | Amichevole                                                              | -                                                                       |                                                                         |
| 28-11-2010                                                              | Plzeň                                                                   | Rep. Ceca                                                               | 1 – 2                                                                   | Ungheria                                                                | Amichevole                                                              | 1                                                                       |                                                                         |
| 13-4-2011                                                               | Bratislava                                                              | Slovacchia                                                              | 2 – 4                                                                   | Ungheria                                                                | Amichevole                                                              | -                                                                       |                                                                         |
| 23-8-2011                                                               | Stoccolma                                                               | Svezia                                                                  | 4 – 2                                                                   | Ungheria                                                                | Amichevole                                                              | 2                                                                       |                                                                         |
| 25-8-2011                                                               | Copenaghen                                                              | Danimarca                                                               | 2 – 1                                                                   | Ungheria                                                                | Amichevole                                                              | -                                                                       |                                                                         |
| 17-9-2011                                                               | Bruxelles                                                               | Belgio                                                                  | 2 – 1                                                                   | Ungheria                                                                | Qual. Euro 2013                                                         | -                                                                       |                                                                         |
| 21-9-2011                                                               | Oslo                                                                    | Norvegia                                                                | 6 – 0                                                                   | Ungheria                                                                | Qual. Euro 2013                                                         | -                                                                       |                                                                         |
| 23-10-2011                                                              | Debrecen                                                                | Ungheria                                                                | 0 – 1                                                                   | Islanda                                                                 | Qual. Euro 2013                                                         | -                                                                       |                                                                         |
| 27-10-2011                                                              | Veszprém                                                                | Ungheria                                                                | 4 – 0                                                                   | Bulgaria                                                                | Qual. Euro 2013                                                         | 2                                                                       |                                                                         |
| 23-11-2011                                                              | Kaposvár                                                                | Ungheria                                                                | 2 – 2                                                                   | Irlanda del Nord                                                        | Qual. Euro 2013                                                         | -                                                                       |                                                                         |
| 29-2-2012                                                               | Silves                                                                  | Ungheria                                                                | 1 – 0                                                                   | Irlanda                                                                 | Algarve Cup 2012 - 1º turno                                             | -                                                                       |                                                                         |
| 2-3-2012                                                                | Lisbona                                                                 | Portogallo                                                              | 4 – 0                                                                   | Ungheria                                                                | Algarve Cup 2012 - 1º turno                                             | -                                                                       |                                                                         |
| 5-3-2012                                                                | Parchal                                                                 | Ungheria                                                                | 1 – 2                                                                   | Galles                                                                  | Algarve Cup 2012 - 1º turno                                             | 1                                                                       |                                                                         |
| 7-3-2012                                                                | Guimarães                                                               | Irlanda                                                                 | 2 – 1                                                                   | Ungheria                                                                | Algarve Cup 2012 - Finale 7º posto                                      | -                                                                       |                                                                         |
| 5-4-2012                                                                | Debrecen                                                                | Ungheria                                                                | 0 – 5                                                                   | Norvegia                                                                | Qual. Euro 2013                                                         | -                                                                       |                                                                         |
| 25-4-2012                                                               | Belfast                                                                 | Irlanda del Nord                                                        | 0 – 1                                                                   | Ungheria                                                                | Qual. Euro 2013                                                         | 1                                                                       |                                                                         |
| 16-6-2012                                                               | Reykjavík                                                               | Islanda                                                                 | 3 – 0                                                                   | Ungheria                                                                | Qual. Euro 2013                                                         | -                                                                       |                                                                         |
| 20-6-2012                                                               | Szombathely                                                             | Ungheria                                                                | 1 – 3                                                                   | Belgio                                                                  | Qual. Euro 2013                                                         | -                                                                       |                                                                         |
| 24-8-2012                                                               | Kragujevac                                                              | Serbia                                                                  | 2 – 3                                                                   | Ungheria                                                                | Amichevole                                                              | 2                                                                       |                                                                         |
| 19-9-2012                                                               | Budapest                                                                | Ungheria                                                                | 9 – 0                                                                   | Bulgaria                                                                | Qual. Euro 2013                                                         | 3                                                                       |                                                                         |
| 6-3-2013                                                                | Lagos                                                                   | Ungheria                                                                | 0 – 1                                                                   | Messico                                                                 | Algarve Cup 2013 - 1º turno                                             | -                                                                       |                                                                         |
| 8-3-2013                                                                | Lagos                                                                   | Portogallo                                                              | 0 – 2                                                                   | Ungheria                                                                | Algarve Cup 2013 - 1º turno                                             | 2                                                                       |                                                                         |
| 11-3-2013                                                               | Albufeira                                                               | Galles                                                                  | 1 – 1                                                                   | Ungheria                                                                | Algarve Cup 2013 - 1º turno                                             | -                                                                       |                                                                         |
| 13-3-2013                                                               | Parchal                                                                 | Ungheria                                                                | 1 – 4                                                                   | Islanda                                                                 | Algarve Cup 2013 - Finale 4º posto                                      | 1                                                                       |                                                                         |
| 18-8-2013                                                               | Seghedino                                                               | Ungheria                                                                | 2 – 3                                                                   | Brasile                                                                 | Amichevole                                                              | -                                                                       |                                                                         |
| 22-8-2013                                                               | Debrecen                                                                | Ungheria                                                                | 1 – 3                                                                   | Rep. Ceca                                                               | Amichevole                                                              | -                                                                       |                                                                         |
| 3-9-2013                                                                | Nyíregyháza                                                             | Ungheria                                                                | 3 – 2                                                                   | Romania                                                                 | Amichevole                                                              | 1                                                                       |                                                                         |
| 5-9-2013                                                                | Veszprém                                                                | Ungheria                                                                | 5 – 1                                                                   | Cipro                                                                   | Amichevole                                                              | 2                                                                       |                                                                         |
| 25-9-2013                                                               | Budapest                                                                | Ungheria                                                                | 0 – 4                                                                   | Danimarca                                                               | Amichevole                                                              | -                                                                       |                                                                         |
| 26-10-2013                                                              | Sopron                                                                  | Ungheria                                                                | 0 – 3                                                                   | Austria                                                                 | Qual. Mondiali 2015                                                     | -                                                                       |                                                                         |
| 31-10-2013                                                              | Budapest                                                                | Ungheria                                                                | 4 – 0                                                                   | Bulgaria                                                                | Qual. Mondiali 2015                                                     | 1                                                                       |                                                                         |
| 23-11-2013                                                              | Pécs                                                                    | Ungheria                                                                | 4 – 1                                                                   | Kazakistan                                                              | Qual. Mondiali 2015                                                     | 1                                                                       |                                                                         |
| 7-3-2014                                                                | Zagabria                                                                | Croazia                                                                 | 2 – 2                                                                   | Ungheria                                                                | Amichevole                                                              | 1                                                                       |                                                                         |
| 9-3-2014                                                                | Kaposvár                                                                | Ungheria                                                                | 4 – 0                                                                   | Stati Uniti                                                             | Amichevole                                                              | -                                                                       |                                                                         |
| 11-3-2014                                                               | Lublino                                                                 | Polonia                                                                 | 1 – 4                                                                   | Ungheria                                                                | Amichevole                                                              | -                                                                       |                                                                         |
| 5-4-2014                                                                | Győr                                                                    | Ungheria                                                                | 0 – 4                                                                   | Finlandia                                                               | Qual. Mondiali 2015                                                     | -                                                                       |                                                                         |
| 10-4-2014                                                               | Helsinki                                                                | Finlandia                                                               | 3 – 0                                                                   | Ungheria                                                                | Qual. Mondiali 2015                                                     | -                                                                       |                                                                         |
| 7-5-2014                                                                | Tolosa                                                                  | Francia                                                                 | 4 – 0                                                                   | Ungheria                                                                | Qual. Mondiali 2015                                                     | -                                                                       |                                                                         |
| 13-6-2014                                                               | Almaty                                                                  | Kazakistan                                                              | 1 – 2                                                                   | Ungheria                                                                | Qual. Mondiali 2015                                                     | 1                                                                       |                                                                         |
| 23-6-2014                                                               | Lovanio                                                                 | Belgio                                                                  | 5 – 1                                                                   | Ungheria                                                                | Amichevole                                                              | -                                                                       |                                                                         |
| 3-8-2014                                                                | Debrecen                                                                | Ungheria                                                                | 1 – 2                                                                   | Romania                                                                 | Qual. Mondiali 2015                                                     | 1                                                                       |                                                                         |
| 5-8-2014                                                                | Budapest                                                                | Ungheria                                                                | 3 – 1                                                                   | Croazia                                                                 | Qual. Mondiali 2015                                                     | 2                                                                       |                                                                         |
| 20-8-2014                                                               | Budapest                                                                | Ungheria                                                                | 0 – 4                                                                   | Francia                                                                 | Qual. Mondiali 2015                                                     | -                                                                       |                                                                         |
| 13-9-2014                                                               | Vienna                                                                  | Austria                                                                 | 4 – 3                                                                   | Ungheria                                                                | Qual. Mondiali 2015                                                     | -                                                                       |                                                                         |
| 17-9-2014                                                               | Sofia                                                                   | Bulgaria                                                                | 0 – 6                                                                   | Ungheria                                                                | Qual. Mondiali 2015                                                     | 2                                                                       |                                                                         |
| 27-11-2014                                                              | Miskolc                                                                 | Ungheria                                                                | 8 – 0                                                                   | Macedonia del Nord                                                      | Qual. Mondiali 2015                                                     | 2                                                                       |                                                                         |
| 11-2-2015                                                               | Pécs                                                                    | Ungheria                                                                | 2 – 4                                                                   | Polonia                                                                 | Amichevole                                                              | 1                                                                       |                                                                         |
| 2-3-2015                                                                | Dublino                                                                 | Irlanda                                                                 | 1 – 1                                                                   | Ungheria                                                                | Amichevole                                                              | 1                                                                       |                                                                         |
| 6-3-2015                                                                | Vienna                                                                  | Austria                                                                 | 1 – 0                                                                   | Ungheria                                                                | Amichevole                                                              | -                                                                       |                                                                         |
| 9-3-2015                                                                | Budapest                                                                | Ungheria                                                                | 1 – 3                                                                   | Slovacchia                                                              | Amichevole                                                              | 1                                                                       |                                                                         |
| 11-3-2015                                                               | Tatabánya                                                               | Ungheria                                                                | 3 – 1                                                                   | Romania                                                                 | Amichevole                                                              | 2                                                                       |                                                                         |
| 14-6-2015                                                               | Siviglia                                                                | Spagna                                                                  | 0 – 1                                                                   | Ungheria                                                                | Amichevole                                                              | 1                                                                       |                                                                         |
| 17-6-2015                                                               | Il Pireo                                                                | Grecia                                                                  | 1 – 1                                                                   | Ungheria                                                                | Amichevole                                                              | -                                                                       |                                                                         |
| 18-9-2015                                                               | Mannheim                                                                | Germania                                                                | 12 – 0                                                                  | Ungheria                                                                | Qual. Euro 2017                                                         | -                                                                       |                                                                         |
| 21-10-2015                                                              | Budapest                                                                | Ungheria                                                                | 1 – 0                                                                   | Turchia                                                                 | Qual. Euro 2017                                                         | -                                                                       |                                                                         |
| 24-10-2015                                                              | Zagabria                                                                | Croazia                                                                 | 1 – 1                                                                   | Ungheria                                                                | Qual. Euro 2017                                                         | -                                                                       |                                                                         |
| 29-11-2015                                                              | Kazan’                                                                  | Russia                                                                  | 1 – 0                                                                   | Ungheria                                                                | Qual. Euro 2017                                                         | -                                                                       |                                                                         |
| 2-3-2016                                                                | Larnaca                                                                 | Svezia                                                                  | 2 – 0                                                                   | Ungheria                                                                | Cyprus Cup 2016 - 1º turno                                              | -                                                                       |                                                                         |
| 4-3-2016                                                                | Larnaca                                                                 | Italia                                                                  | 2 – 0                                                                   | Ungheria                                                                | Cyprus Cup 2016 - 1º turno                                              | -                                                                       |                                                                         |
| 7-3-2016                                                                | Nicosia                                                                 | Ungheria                                                                | 1 – 0                                                                   | Irlanda                                                                 | Cyprus Cup 2016 - 1º turno                                              | -                                                                       |                                                                         |
| 9-3-2016                                                                | Paralimni                                                               | Ungheria                                                                | 2 – 1                                                                   | Galles                                                                  | Cyprus Cup 2016 - Finale 3º posto                                       | 1                                                                       |                                                                         |
| 8-4-2016                                                                | Seghedino                                                               | Ungheria                                                                | 2 – 0                                                                   | Croazia                                                                 | Qual. Euro 2017                                                         | -                                                                       |                                                                         |
| 15-4-2016                                                               | Győr                                                                    | Ungheria                                                                | 3 – 3                                                                   | Russia                                                                  | Qual. Euro 2017                                                         | 1                                                                       |                                                                         |
| 26-4-2016                                                               | Kaposvár                                                                | Ungheria                                                                | 6 – 0                                                                   | Albania                                                                 | Amichevole                                                              | 2                                                                       |                                                                         |
| 31-5-2016                                                               | Budapest                                                                | Ungheria                                                                | 0 – 0                                                                   | Bosnia ed Erzegovina                                                    | Amichevole                                                              | -                                                                       |                                                                         |
| 7-6-2016                                                                | Adalia                                                                  | Turchia                                                                 | 2 – 1                                                                   | Ungheria                                                                | Qual. Euro 2017                                                         | 1                                                                       |                                                                         |
| 20-11-2016                                                              | Debrecen                                                                | Ungheria                                                                | 0 – 1                                                                   | Germania                                                                | Qual. Euro 2017                                                         | -                                                                       |                                                                         |
| 23-11-2016                                                              | Szolnok                                                                 | Ungheria                                                                | 4 – 3                                                                   | Serbia                                                                  | Amichevole                                                              | 1                                                                       |                                                                         |
| 1-3-2017                                                                | Larnaca                                                                 | Ungheria                                                                | 0 – 2                                                                   | Galles                                                                  | Cyprus Cup 2017 - 1º turno                                              | -                                                                       |                                                                         |
| 3-3-2017                                                                | Nicosia                                                                 | Ungheria                                                                | 0 – 0                                                                   | Irlanda                                                                 | Cyprus Cup 2017 - 1º turno                                              | -                                                                       |                                                                         |
| 6-3-2017                                                                | Paralimni                                                               | Ungheria                                                                | 2 – 1                                                                   | Rep. Ceca                                                               | Cyprus Cup 2017 - 1º turno                                              | -                                                                       |                                                                         |
| 8-3-2017                                                                | Paralimni                                                               | Ungheria                                                                | 1 – 3                                                                   | Nuova Zelanda                                                           | Cyprus Cup 2017 - Finale 3º posto                                       | -                                                                       |                                                                         |
| 5-4-2017                                                                | Budapest                                                                | Ungheria                                                                | 2 – 2                                                                   | Slovenia                                                                | Amichevole                                                              | -                                                                       |                                                                         |
| 8-6-2017                                                                | Pécs                                                                    | Ungheria                                                                | 4 – 0                                                                   | Bulgaria                                                                | Amichevole                                                              | 1                                                                       |                                                                         |
| 14-9-2017                                                               | Győr                                                                    | Ungheria                                                                | 0 – 3                                                                   | Svezia                                                                  | Amichevole                                                              | -                                                                       |                                                                         |
| 19-10-2017                                                              | Debrecen                                                                | Ungheria                                                                | 1 – 6                                                                   | Danimarca                                                               | Qual. Mondiali 2019                                                     | -                                                                       |                                                                         |
| 24-10-2017                                                              | Stoccolma                                                               | Svezia                                                                  | 5 – 0                                                                   | Ungheria                                                                | Qual. Mondiali 2019                                                     | -                                                                       |                                                                         |
| 24-11-2017                                                              | Kaposvár                                                                | Ungheria                                                                | 0 – 1                                                                   | Ucraina                                                                 | Qual. Mondiali 2019                                                     | -                                                                       |                                                                         |
| 2-3-2018                                                                | Larnaca                                                                 | Sudafrica                                                               | 1 – 0                                                                   | Ungheria                                                                | Cyprus Cup 2018 - 1º turno                                              | -                                                                       |                                                                         |
| 5-3-2018                                                                | Nicosia                                                                 | Ungheria                                                                | 1 – 1                                                                   | Slovacchia                                                              | Cyprus Cup 2018 - 1º turno                                              | -                                                                       |                                                                         |
| 7-3-2018                                                                | Paralimni                                                               | Ungheria                                                                | 0 – 2                                                                   | Finlandia                                                               | Cyprus Cup 2018 - 1º turno                                              | -                                                                       |                                                                         |
| 5-4-2018                                                                | Kecskemét                                                               | Ungheria                                                                | 1 – 4                                                                   | Svezia                                                                  | Qual. Mondiali 2019                                                     | 1                                                                       |                                                                         |
| 9-4-2018                                                                | Zagabria                                                                | Croazia                                                                 | 1 – 3                                                                   | Ungheria                                                                | Qual. Mondiali 2019                                                     | 2                                                                       |                                                                         |
| 7-6-2018                                                                | Békéscsaba                                                              | Ungheria                                                                | 0 – 0                                                                   | Grecia                                                                  | Amichevole                                                              | -                                                                       |                                                                         |
| 12-6-2018                                                               | Viborg                                                                  | Danimarca                                                               | 5 – 1                                                                   | Ungheria                                                                | Qual. Mondiali 2019                                                     | -                                                                       |                                                                         |
| 4-9-2018                                                                | Charkiv                                                                 | Ucraina                                                                 | 2 – 0                                                                   | Ungheria                                                                | Qual. Mondiali 2019                                                     | -                                                                       |                                                                         |
| 1-10-2018                                                               | Dublino                                                                 | Irlanda                                                                 | 0 – 1                                                                   | Ungheria                                                                | Amichevole                                                              | -                                                                       |                                                                         |
| 6-10-2018                                                               | Ta' Qali                                                                | Malta                                                                   | 0 – 3                                                                   | Ungheria                                                                | Amichevole                                                              | -                                                                       |                                                                         |
| 8-11-2018                                                               | Veszprém                                                                | Ungheria                                                                | 4 – 0                                                                   | Estonia                                                                 | Amichevole                                                              | 2                                                                       |                                                                         |
| 27-2-2019                                                               | Larnaca                                                                 | Thailandia                                                              | 4 – 0                                                                   | Ungheria                                                                | Cyprus Cup 2019 - 1º turno                                              | -                                                                       |                                                                         |
| 4-3-2019                                                                | Larnaca                                                                 | Ungheria                                                                | 3 – 3                                                                   | Messico                                                                 | Cyprus Cup 2019 - 1º turno                                              | -                                                                       |                                                                         |
| 6-3-2019                                                                | Larnaca                                                                 | Ungheria                                                                | 3 – 2                                                                   | Slovacchia                                                              | Cyprus Cup 2019 - 1º turno                                              | -                                                                       |                                                                         |
| 13-4-2019                                                               | Saint-Denis                                                             | Francia                                                                 | 2 – 1                                                                   | Ungheria                                                                | Amichevole                                                              | -                                                                       |                                                                         |
| 18-4-2019                                                               | Valencia                                                                | Spagna                                                                  | 4 – 1                                                                   | Ungheria                                                                | Amichevole                                                              | 1                                                                       |                                                                         |
| 17-6-2019                                                               | Debrecen                                                                | Ungheria                                                                | 6 – 1                                                                   | Cipro                                                                   | Amichevole                                                              | 2                                                                       |                                                                         |
| 20-8-2019                                                               | Reykjavík                                                               | Islanda                                                                 | 4 – 1                                                                   | Ungheria                                                                | Qual. Euro 2021                                                         | -                                                                       |                                                                         |
| 4-10-2019                                                               | Miskolc                                                                 | Ungheria                                                                | 0 – 5                                                                   | Svezia                                                                  | Qual. Euro 2021                                                         | -                                                                       |                                                                         |
| 8-11-2019                                                               | Bratislava                                                              | Slovacchia                                                              | 0 – 0                                                                   | Ungheria                                                                | Qual. Euro 2021                                                         | -                                                                       |                                                                         |
| 1-12-2019                                                               | Szombathely                                                             | Ungheria                                                                | 4 – 0                                                                   | Lettonia                                                                | Qual. Euro 2021                                                         | -                                                                       |                                                                         |
| 7-3-2020                                                                | Adana                                                                   | Hong Kong                                                               | 0 – 4                                                                   | Ungheria                                                                | Amichevole                                                              | 1                                                                       |                                                                         |
| 10-3-2020                                                               | Kayseri                                                                 | Romania                                                                 | 1 – 7                                                                   | Ungheria                                                                | Amichevole                                                              | 1                                                                       |                                                                         |
| 23-10-2020                                                              | Budapest                                                                | Ungheria                                                                | 1 – 2                                                                   | Slovacchia                                                              | Qual. Euro 2021                                                         | -                                                                       |                                                                         |
| 1-12-2020                                                               | Budapest                                                                | Ungheria                                                                | 0 – 1                                                                   | Islanda                                                                 | Qual. Euro 2021                                                         | -                                                                       |                                                                         |
| 14-6-2021                                                               | Pécs                                                                    | Ungheria                                                                | 2 – 3                                                                   | Serbia                                                                  | Amichevole                                                              | 1                                                                       |                                                                         |
| 17-9-2021                                                               | Budapest                                                                | Ungheria                                                                | 0 – 2                                                                   | Scozia                                                                  | Qual. Mondiali 2023                                                     | -                                                                       |                                                                         |
| 21-9-2021                                                               | Kaposvár                                                                | Ungheria                                                                | 0 – 7                                                                   | Spagna                                                                  | Qual. Mondiali 2023                                                     | -                                                                       |                                                                         |
| 22-10-2021                                                              | Glasgow                                                                 | Scozia                                                                  | 2 – 1                                                                   | Ungheria                                                                | Qual. Mondiali 2023                                                     | 1                                                                       | 84’                                                                     |
| 26-10-2021                                                              | Tórshavn                                                                | Fær Øer                                                                 | 1 – 7                                                                   | Ungheria                                                                | Qual. Mondiali 2023                                                     | 3                                                                       |                                                                         |
| 30-11-2021                                                              | Kisvárda                                                                | Ungheria                                                                | 4 – 2                                                                   | Ucraina                                                                 | Qual. Mondiali 2023                                                     | 2                                                                       | 90+4’                                                                   |
| 16-2-2022                                                               | Budapest                                                                | Ungheria                                                                | 2 – 2                                                                   | Russia                                                                  | Amichevole                                                              | 2                                                                       | 82’                                                                     |
| 19-2-2022                                                               | Lublino                                                                 | Polonia                                                                 | 1 – 2                                                                   | Ungheria                                                                | Amichevole                                                              | 1                                                                       |                                                                         |
| 8-4-2022                                                                | Budapest                                                                | Ungheria                                                                | 7 – 0                                                                   | Fær Øer                                                                 | Qual. Mondiali 2023                                                     | 2                                                                       |                                                                         |
| 5-9-2022                                                                | Gibilterra                                                              | Gibilterra                                                              | 0 – 12                                                                  | Ungheria                                                                | Amichevole                                                              | 3                                                                       |                                                                         |
| 6-10-2022                                                               | Praga                                                                   | Rep. Ceca                                                               | 3 – 3                                                                   | Ungheria                                                                | Amichevole                                                              | 1                                                                       |                                                                         |
| Totale                                                                  |                                                                         | Presenze                                                                | 133                                                                     |                                                                         | Reti                                                                    | 75                                                                      |                                                                         |

## Palmarès

### Club
- Campionato austriaco: 4

St. Pölten: 2015-2016, 2016-2017, 2017-2018, 2018-2019
- Campionato rumeno: 1

Olimpia Cluj: 2014-2015
- Campionato ungherese: 7

1. FC Femina: 2006-2007
MTK Hungária: 2009-2010, 2010-2011, 2011-2012, 2012-2013
Ferencváros: 2020-2021, 2021-2022
- Coppa d'Austria: 4

St. Pölten: 2015-2016, 2016-2017, 2017-2018, 2018-2019
- Coppa d'Ungheria femminile: 2

MTK Hungária: 2009-2010, 2012-2013

### Individuale
- Capocannoniere del campionato austriaco: 4

2015-2016 (19 reti), 2016-2017 (21 reti), 2017-2018 (18 reti), 2018-2019 (24 reti)
- Capocannoniere del campionato ungherese: 2

2020-2021 (26 reti), 2021-2022 (17 reti)
- Calciatrice ungherese dell'anno: 2

2012, 2015